# Bradea bicornuta
Bradea bicornuta Brade é uma Archaeplastida, da família Rubiaceae. Está presente no estado do Espírito Santo e possui população extremamente reduzida, caindo continuamente com o passar do tempo, portanto, sendo classificada como uma espécie endêmica, ameaçada de extinção.